# 数字X线摄影
数字X线摄影（digital radiography，DR）是一种以数位式探测器替代传统屏-片系统的X线成像方式。它的优势在于免去了使用化学药品冲洗胶片的时间和麻烦，而且数字化的照片便于传输和后处理。另外，相对于常规的摄片方式，它大大减少了同一对比度下所需的X线剂量。
注意：该方法只获取平面的（二维的）影像，要了解三维重建成像的信息，请参看CT章节。

## 放射学检查

### 牙科
牙科的放射学检查应该归属于口内的——胶片或探测器是置于口腔内的，只用于显示一个有限的范围；而口外检查时胶片或探测器是置于口腔外的，显示的范围要广得多。牙科将口外的影像称为全景X线照片（又名“panorex”或“pano”），用于显示下颌骨曲线的大致展开图像，同头颅平行侧位片一同用于颌面部的X线头影测量（Cephalometric）。

## 数字X线摄影系统
数字X线摄影系统的独特之处在于用数字探测器取代了传统的增感屏和胶片。数字式探测器被置于相当于胶片的位置上，当曝光时，由探测器接收穿过被摄物体的X线，经过放大，A/D转换，输入计算机并可以通过PACS进行储存、传输、显示。根据探测器的成像原理及结构不同，大致有以下两类：

### 间接数字X线摄影（IDR）
由闪烁探测器、光学透镜、CCD组成，由于X线是经过转换成光学信息进行采集的，所以称为“间接”。另外，通过I.I-TV系统甚至扫描胶片获得的图像也可称为间接数字X线摄影，但对于临床上的门诊摄片而言，相对不具有实用价值，前者的优势在于可动态观察图像，常用于透视和DSA。
闪烁探测是由一定厚度的碘化钠晶体（NaI）整齐地排列在平板上制成，当碘化钠晶体受到电离辐射时，会释放出光子，形成可见光的图像，图像经过光学系统，由CCD进行采集、放大。这种成像方法的缺点为电离辐射信息经过转化，使信噪比降低；包含光学系统，结构复杂；体形较为庞大；CCD置于闪烁探测器后，采集光学信号的同时也受电离辐射影响（近年来有厂商，如IDC等，通过改变光路，将CCD置于照射范围外，避免了这一问题）。

### 直接数字X线摄影（DDR）
20世纪70年代末到80年代中期使用的是“X线扫描投影”，即使用很细的X线束对人体进行扫描，再合成二维图像。20世纪90年代中期出现了平板型探测器（FPD），可以直接将二维投影转化为数字信号，是当前的主流技术。
FPD有气体电离室探测器、非晶态硒型平板探测器和非晶态硅型平板探测器，尽管工作原理不同，但它们都是将微小的探测单元直接排列在平板上，将电离辐射的强度直接转换为数字信号，具有信噪比高、结构简单、外形紧凑的优点。

## 数字探测器的发展
1987  - RVG，世界上第一台牙科口内X线探测器上市，由法国Trophy Radiology公司制造，迅速获得了广大欧洲牙科市场的承认。该公司实际上为柯达公司所拥有，并继续生产口内探测器。

1992 - Sens-a-Ray，由芬兰的Regam公司供应。现在该公司已经关闭，其技术为美国Dent-X所有。

1993 - VisualX，由美国Gendex公司意大利分公司制造。

1994 - CDR由美国Schick Technology公司制造。去年Schick Technology发布了一款无线版的CDR系统，在当前市场上独一无二。该公司实际上为德国Sirona所有。

1995 - SIDEXIS，Sirona制造；DEXIS，ProVison Dental Systems, Inc.

## 数字X线摄影的优点
相对传统的胶片，DR的空间分辨率要低一些，但它带来的种种优点使其替代前者的趋势无法抗拒。
1. 极高的密度分辨力：即图像拥有很好的对比度，不但图像清晰，还可以显示以前显示屏-片系统无法显示的内容；
2. 低辐射剂量：数字探测器的高敏感性使同一对比下需要的X线剂量更小，只有屏-片系统的30%以下；
3. 成像快捷：DR图像为立即获取的，医师或技师可以在曝光后立即查看图像的质量，避免了更换片盒及洗片的工作；
4. 便于储存、传输、复制及后处理：借助于PACS，数字化的照片可以存储在硬盘、光盘等任意介质上，成本低廉，而且复制极其方便，通过网络传输图像十分快捷，使远程会诊变为可能，医师工作站可以方便地调节窗宽、窗位、直方图、曲线等参数，满足诊断要求；
5. 自动化程度高：现代化的DR具有自动曝光、自动跟踪、自动对比度、错误提醒与纠正等的功能，不但减少了技师的工作强度，提高工作效率，也是摄片成功率大大提升，减少了患者的辐射剂量。